# Sinha
Sinha (en francès Signes) és un municipi francès situat al departament del Var i a la regió de Provença – Alps – Costa Blava.

## Demografia
| 1962                                       | 1968 | 1975 | 1982  | 1990  | 1999  | 2006  |
| ------------------------------------------ | ---- | ---- | ----- | ----- | ----- | ----- |
| 519                                        | 656  | 922  | 1.078 | 1.340 | 2.045 | 2.725 |
| Des de 1962: població sense dobles comptes |      |      |       |       |       |       |

## Administració
| 1790-1790    | Antoine Mauric        | 1790-1791                | Joseph Boit          |  |
| 1791-1794    | Jacques Melan         | 1794-1794                | Pierre Baume         |  |
| 1794-1795    | César d'Espinassy     | 1795-1795                | Antoine Ventre       |  |
| 1795-1798    | Jacques Melan         | 1798-1800                | Jean-Baptiste Guérin |  |
| 1800-1800    | Joseph Baume          | 1800-1803                | Louis Giraud         |  |
| 1803-1806    | Louis-Joseph Amalric  | 1806-1809                | Joseph Baume         |  |
| 1809-1812    | Jean-Baptiste Chauvet | 1812-1814                | Pierre Fabre         |  |
| 1814-1814    | Jean Icard            | 1814-1817                | César D'espinassy    |  |
| 1817-1830    | Victor Berge          | 1830-1835                | Barthélémy Maillet   |  |
| 1835-1843    | François Montagne     | 1843-1850                | Marius Castinel      |  |
| 1850-1856    | Casimir Chauvet       | 1856-1860                | Benjamin Asquier     |  |
| 1860-1875    | Casimir Chauvet       | 1875-1878                | Anacréon Planchu     |  |
| 1878-1892    | Joseph Garnier        | 1892-1929                | Ferdinand Mouttet    |  |
| 1929-1935    | Antoine Allègre       | 1935-1944                | François Bonnefoy    |  |
| 1944-1945    | Alphonse Rousset      | 1945-1953                | Adrien Béringuier    |  |
| 1953-1971    | Alphonse Rousset      | 1971-1972                | Yves Le Coz          |  |
| 1972-1980    | Paul Ricard           | 1980-1983                | Jacques Traversa     |  |
| 1983- (avui) | Jean-Mathieu Michel   | font : alcaldia de Sinha |                      |  |

## Galeria d'imatges

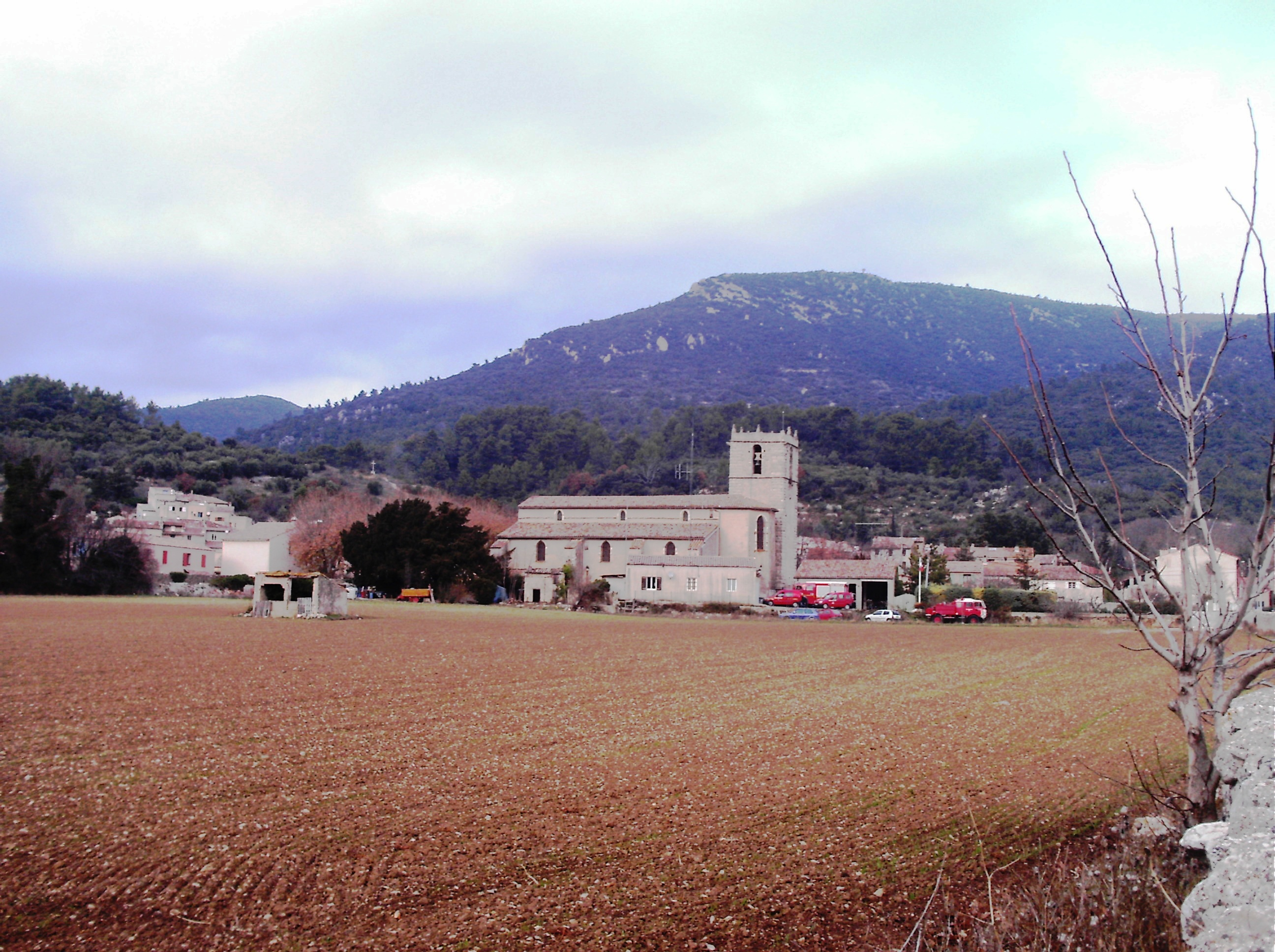
Església de Sant Pèire i la vila des del sud
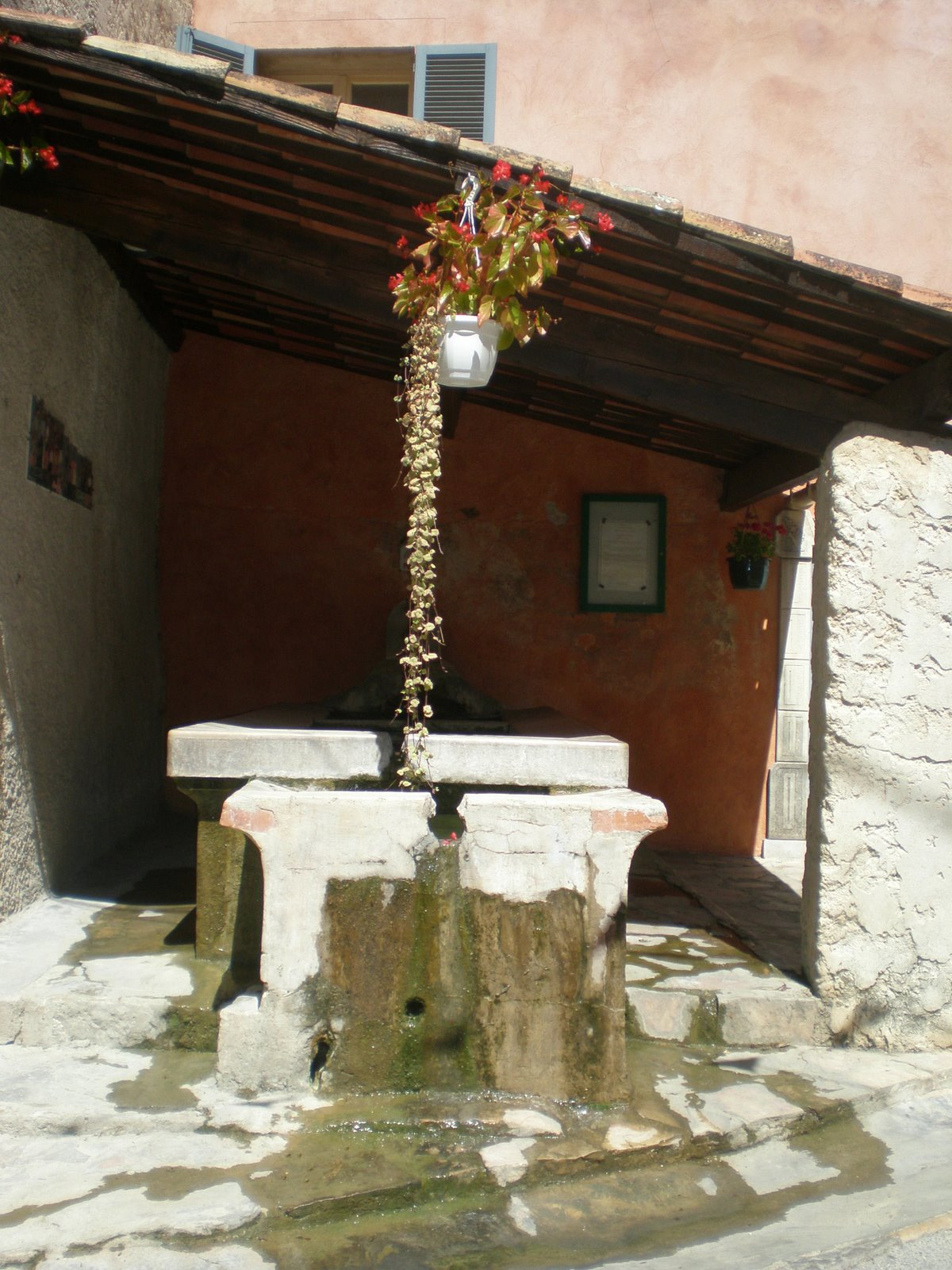
Un des safareigs de Signes
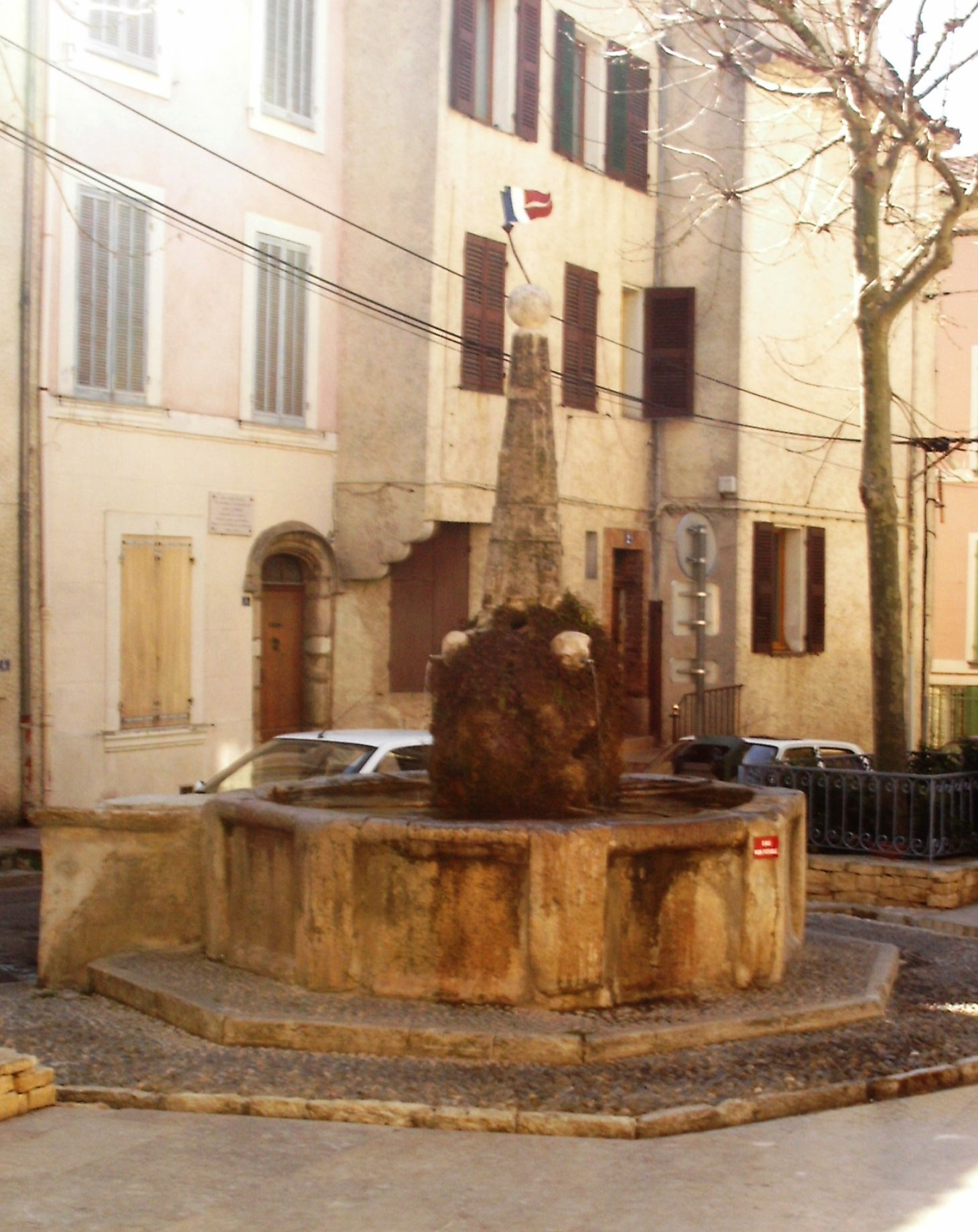
Font de 1555 i « Casa dels germans Lumière »